# Sanders Ngabo
Sanders Ngabo (* 4. Juli 2004 in Amager Øst, Kopenhagen, Dänemark) ist ein dänischer Fußballspieler mit Wurzeln in Ruanda.

## Vereinskarriere
Sanders Ngabo hatte bei Sundby Boldklub gespielt, bevor er in die Jugendabteilung von Lyngby BK wechselte. Er kam dann am 25. Juli 2021 im Alter von 17 Jahren beim 2:1-Auswärtssieg im Zweitligaspiel bei Nykøbing FC zu seinem Profidebüt. Beim 4:2-Sieg gegen BK Frem Kopenhagen am 18. August 2021 gelang Ngabo mit dem Treffer zur 3:2-Führung – fünf Minuten vor Ende der regulären Spielzeit – sein erster Treffer. Er kam in seinem ersten Profijahr in der Liga – sowohl in der regulären Saison als auch in der Aufstiegsrunde – zu insgesamt 18 Einsätzen und stieg mit Lyngby BK in die Superliga auf. Allerdings spielte Sanders Ngabo auch weiterhin für die A-Jugend (U19) und kam auch für die Reservemannschaft zum Einsatz. Im Oberhaus in Dänemark hatte er nicht viel gespielt und auch in der Folgesaison – erneut in der Superliga – konnte er sich nicht durchsetzen.
Ngabo wechselte in der Winterpause der Saison 2023/24 schließlich in die US-amerikanische Profiliga Major League Soccer (MLS) zu Philadelphia Union, wo er einen Vertrag für die Saison 2024 erhielt und welcher mithilfe einer Option auf zwei weitere Spielzeiten ausgedehnt werden könnte. Dort konnte er sich allerdings nicht durchsetzen, sondern spielte lediglich für die Reservemannschaft. Bereits im August 2024 kehrte Sanders Ngabo nach Dänemark zurück und schloss sich dem Zweitligisten AC Horsens an. Bei diesem Verein unterschrieb er einen Vertrag bis Sommer 2028. In der regulären Saison hatte Ngabo mal als Einwechselspieler fungiert, mal stand in der Startelf, hierbei häufiger als linker Außenstürmer oder auch im Mittelfeld (zentral und offensiv), während er dann in der Aufstiegsrunde zur Stammelf gehörte.
Im Sommer 2025 brach er seine Zelte in Horsens, einer Stadt an der jütischen Ostküste, wieder ab und ging wieder ins Ausland, dieses Mal nach Schweden zu BK Häcken. Bei diesem Verein unterschrieb er einen Vertrag bis 2029.

## Nationalmannschaft
Am 23. Februar 2022 lief Sanders Ngabo beim 2:4 im Testspiel in San Pedro del Pinatar gegen Spanien erstmalig für Dänemarks U18-Nationalmannschaft auf.